# Bura (mitología)
Bura (en griego Βούρα, Boura), en la mitología griega, fue hija del legendario antepasado epónimo de los jonios Ion, hijo de Juto y de Hélice. 
Fue la epónima de la ciudad de Bura en Acaya.
Posiblemente, es la misma Bura, esposa de Peneo y madre de Átrax.